# Hungária
Hungária — музыкальная группа Венгрии, исполнявшая рок-н-роллы, одна из наиболее популярных венгерских групп за всю историю. Главное музыкальное обозрение Венгрии Pop-Meccs назвало «Hungária» «открытием 1980 года», «лучшей группой 1981 и 1982 года», а их альбомы — «лучшими альбомами 1981 и 1982 года».

## Ранний период
Основателем группы был клавишник Миклош Феньё (Fenyő Miklós, 1947 г. рожд.). Ещё в 1962 году он и его приятель барабанщик Режё Хамор (Hámor Rezső) создали свой первый музыкальный коллектив «Sztár», который в 1964 году был переименован в «Syconor». После распада последнего в 1967 году Миклош Феньё создал «Hungária». Гитаристом нового коллектива стал Петер Чомош (Csomós Péter), бас-гитаристом — Ласло Кляйн (Klein László), а барабанщиком — Йожеф Тот (Tóth József). На команду талантливых музыкантов обратил внимание известный венгерский поэт-песенник Иштван Надь (S. Nagy István), который помог им написать первые композиции. В том же году вышел первый сингл «Hungária» — «Ne vedd el az időm / Percekre eláll a szavam».
В 1968 году «Hungária» выиграла телеконкурс молодых талантов «Ki mit tud?» («Кто что умеет?»). Жюри конкурса не хотело отдавать им победу, но было вынуждено сделать это под давлением зрительской аудитории. Группа исполнила песни «Csavard fel a szőnyeget», «Ha szól a Rock and roll» (полуфинал) и «Nem bújok én többé már a subába» (финал). После этой победы они обрели популярность и стали выступать в различных молодёжных парках, а их песня «Csavard fel a szőnyeget» попал в венгерский хит-парад Ifjúsági Magazin Slágerlistá. В 1969 году они получили также приз зрительских симпатий на национальном телеконкурсе «Táncdalfesztivál» с композицией «Egyszer vagy fiatal». К тому времени состав группы изменился: бас-гитаристом стал Петер Шипош (Sipos Péter) из «Atlantis», а соло-гитаристом — Тамаш Барта (Barta Tamás), ранее уже игравшие вместе с Миклошем Феньё в группе «Syconor». В 1970 году их альбом «Koncert a Marson» занял третью строчку в чарте продаж после альбомов венгерских рок-групп «Omega» и «Illés». В 1971 году был записан второй альбом «Tűzveszélyes», который успешно экспортировался в соседние страны. После этого Шипош, Тот и Чомош по очереди перешли в группу «Juventus», а их места в «Hungária» заняли гитарист Антал Габор Сюч (Szűcs Antal Gábor) из группы "Szivárvány", ударник Габор Фекете (Fekete Gábor) и саксофонист Дьюла Фекете (Fekete Gyula).
Однако в 1972 году государственная музыкальная индустрия Венгрии отвернулась от «Hungária», предпочитая работать с другими исполнителями. Их альбомы не записывались, а концертные залы не предоставлялись. Поэтому с 1972 по 1976 год «Hungária» чаще выступала в других странах социалистического лагеря — ГДР, Польше и СССР, чем у себя на родине. В те годы состав группы несколько раз менялся, пока гитаристом не стал Золтан Кекеш (Kékes Zoltán), начинавший свою карьеру в рок-группе «Gemini», а барабанщиком — Роберт Сикора (Szikora Róbert); оба музыканта перешли в «Hungária» из распавшейся группы «Ferm». К тому времени бас-гитаристом уже снова был Петер Шипош, вернувшийся из "Juventus". Затем в 1976 году, возвратившись домой из очередной заграничной поездки, группа приняла участие в венгерском радиоконкурсе «Made in Hungary» и записала новый сингл. В 1977 году «Hungária» участвовала в телеконкурсе «Metronóm» с композицией «Boldogan élj, amíg meg nem halsz» и дошла до полуфинала. К 1978 году музыканты подготовили к записи новый альбом «Beatles Láz» («Лихорадка Битлз»), однако руководство звукозаписывающей компании MHV в очередной раз отказало музыкантам, указав на то, что материал альбома сомнителен.

## Период успеха
В 1979 году бас-гитарист Петер Шипош сбежал во время тура по ФРГ, и новым бас-гитаристом стал Габор Новаи (Novai Gábor), ранее игравший в распавшейся группе «Generál». Им удалось привлечь к себе западные лейблы звукозаписи, и продюсер Michael Siegel с западногерманского Jupiter Records предложил им контракт при условии, что в их коллективе появится женский вокал. В результате вокалисткой «Hungária» стала их давняя подруга Мария Илона Пенци (Penczi Mária Ilona) по прозвищу Dolly, которая ещё в 1968 году исполнила с ними песню «Eltakarod a napot». При помощи западных партнёров группа поставила грандиозное рок-н-ролл шоу. Первый концерт был в E-клубе и прошёл с сумасшедшим успехом. Один из менеджеров Венгерской звукозаписывающей компании MHV Имре Вильперт согласился записать «Hungária» альбом, но музыканты боялись препятствий со стороны директора лейбла Pepita Петера Эрдёша, который всегда их недолюбливал. Поэтому было решено записать альбом в его отсутствие, пока Эрдёш сопровождал свою протеже поп-певицу Эву Чепреги и её группу «Neoton Familia» в их двухнедельном праздничном турне по Болгарии. В итоге новый диск-гигант группы был записан фактически в течение нескольких дней. Основой для альбома «Rock and Roll Party» (1980) стали хиты американских исполнителей 50-х годов. Он обрёл в Венгрии бешеную популярность: за первый месяц было продано 40 тысяч копий альбома, а за последующие 10 лет он разошёлся тиражом в 600 тысяч копий и до сих пор входит в десятку самых продаваемых венгерских альбомов.
В начале 1981 года «Hungária» заняла 1-е место на радиофестивале «Tessék választani!» с композицией «Multimilliomos dzsesszdobos», а летом того же года выиграли национальный «Tánc- és popdal fesztivál» с композицией «Limbó hintó», которая стала их самым известным хитом. Сингл был продан в количестве 250 тысяч экземпляров и стал платиновым. В том же году новый альбом группы «Hotel Menthol» был признан лучшим альбомом года, обойдя диск-гигант «A Família» группы «Neoton Familia». Однако на волне успеха команду покинул барабанщик Роберт Сикора, у которого постепенно нарастали трения с другими участниками группы, особенно после того как он стал автором очередного альбома диско-королевы Венгрии Юдит Сюч. Роберт основал свою собственную группу «R-GO» (сокращение от «Róbert, Go!» — «Роберт, уходи!»), которую впоследствии музыкальное обозрение Pop-Meccs назвало лучшей венгерской группой 1983, 84 и 85 годов. Новым барабанщиком «Hungária» стал Габор Жолдош, а вторым гитаристом — Эчи Флиппер (Flipper Öcsi). В обновлённом составе «Hungária» записала альбом «Aréna», который получил в Венгрии золотой статус по результатам продаж и был № 2 в годовом Slágerlistá'82, уступив первую строчку альбому «Szerencsejáték» группы «Neoton Família». К тому времени атмосфера в коллективе стала напряжённой, поскольку музыканты расходились в своём мнении, в каком направлении группе стоит развиваться дальше.
В 1983 году «Hungária» объявила о своём распаде. Оставшись в одиночестве, Миклош Феньё записал соло-альбом «MIKI», который был продан в количестве 150 тысяч копий и стал золотым. Позднее в 1985 году он возродил свой проект под именем «Modern Hungária». А остальные музыканты в 1983 году объявили о создании новой группы «Dolly Roll», которая наряду с «R-GO» стала одной из наиболее знаковых групп, формировавших музыкальную поп-сцену Венгрии в 80-х годах.

## Альбомы
1970 — Koncert a Marson (№ 3 в годовом TOP10 Slágerlistá'70)

1971 — Tűzveszélyes (№ 1 в годовом TOP10 Slágerlistá'71)

1974 — It Would Be Cool If It Was Cool (записан в 1974, выпущен в 2009 году) 

1977 — Beatles Láz (записан в 1977, выпущен в 1997 году) 

1980 — Rock and Roll Party (№ 3 в годовом TOP10 Slágerlistá'80)

1981 — Hotel Menthol (№ 1 в годовом TOP10 Slágerlistá'81)

1982 — Aréna (№ 2 в годовом TOP10 Slágerlistá'82)

1983 — Finálé?